# Dianthus uniflorus
Dianthus uniflorus là loài thực vật có hoa thuộc họ Cẩm chướng. Loài này được Forssk. mô tả khoa học đầu tiên năm 1775.